# 대단한 거짓말
대단한 거짓말(The Great Lie)은 미국에서 제작된 에드먼드 굴딩 감독의 1941년 드라마 영화이다. 베티 데이비스 등이 주연으로 출연하였다.

## 출연

### 주연
- 베티 데이비스
- 조지 브렌트

### 조연
- 매리 애스터
- 루실 왓슨
- 해티 맥대니얼
- 그랜트 미첼
- 제롬 코원
- 찰스 트로우브릿지
- 터스톤 홀
- 러셀 힉스
- 버지니아 브리삭
- J. 파렐 맥도널드
- 아디슨 리처즈
- 샘 맥다니엘

## 제작진
- 원작자: Polan Banks
- 제작팀장: 헨리 블렁크
- 미술: 칼 줄리스 웨일
- 의상: 오리 켈리